# 韋爾迪鎮
41°39′N 8°26′W / 41.650°N 8.433°W
韋爾迪鎮（葡萄牙語：Vila Verde），是葡萄牙的城鎮，位於該國北部，由布拉加區負責管轄，始建於1855年，面積228.67平方公里，2011年人口47,888，該鎮人口密度每平方公里210人。

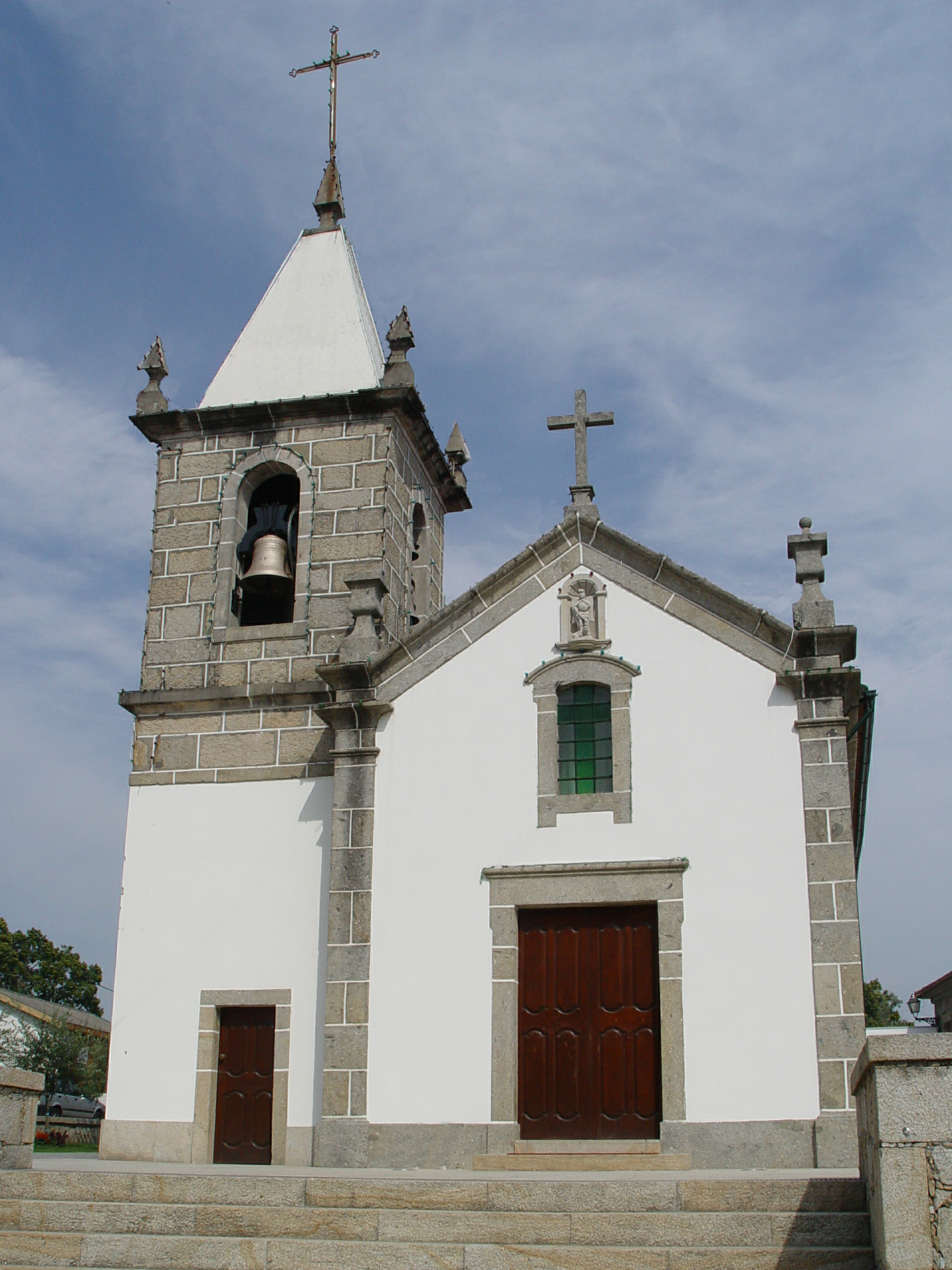

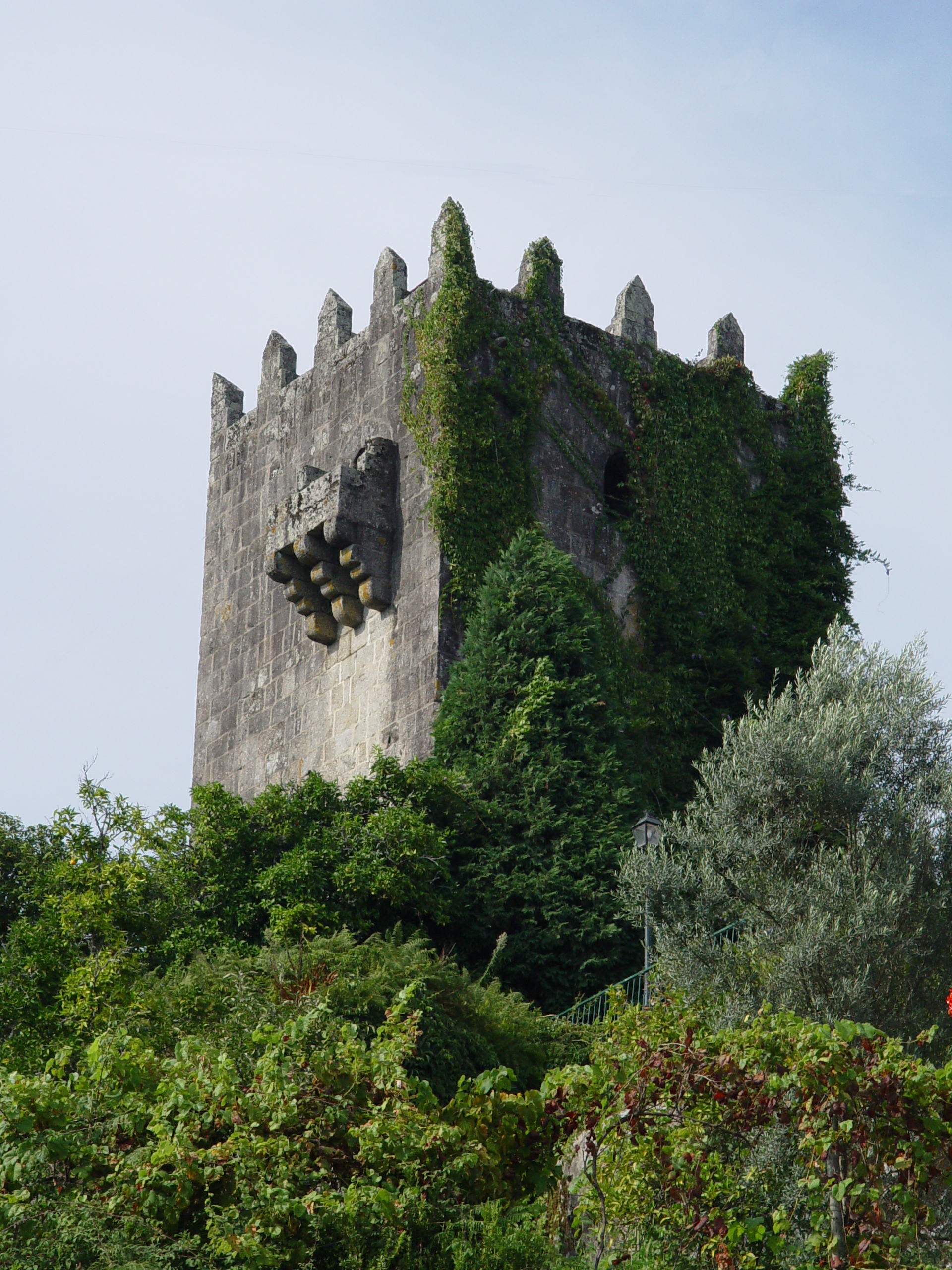